# Adolf Dembach
Adolf Dembach (* 3. September 1894 in Uerdingen; † 14. Oktober 1982 in Krefeld) war ein deutscher Politiker (Zentrum, CDU).
Dembach besuchte nach der Volksschule die Berufsschule und schloss eine Lehre als Schlosser ab. Er belegte volkswirtschaftliche und staatspolitische Kurse und trat 1918 der Deutschen Zentrumspartei bei. Bereits ab 1911 war er christlicher Gewerkschafter und war auch Mitglied des katholischen Arbeitervereins. Nach dem Krieg war er Mitbegründer der CDU in Krefeld, Bürgermeister und Mitglied des Landtages NRW.
Adolf Dembach wurde am 3. September 1894 in Uerdingen geboren. Nach seiner Schulzeit absolvierte er zunächst eine Schlosserlehre bei den Büttner-Werken. Schon im Alter von 17 Jahren trat er in die christliche Gewerkschaftsbewegung ein und war im katholischen Arbeiterverein aktiv. 1921 begann er seinen Dienst bei den Farbenfabriken Ter Meer (später Bayer AG). Aufgrund des großen Vertrauens der Belegschaft wurde er Betriebsratsvorsitzender und schließlich Mitglied des Aufsichtsrates.
Seine kommunalpolitische Tätigkeit begann Adolf Dembach, der 1918 Mitglied der Zentrumspartei geworden war, 1924 im benachbarten Gemeinderat von Hohenbudberg-Kaldenhausen. Nach der Eingemeindung von Hohenbudberg-Kaldenhausen zu Uerdingen im Jahr 1927 wurde Adolf Dembach Stadtverordneter der Zentrumspartei in Uerdingen. Nach dem Zusammenschluss von Uerdingen und Krefeld zur Dachgemeinschaft Krefeld-Uerdingen am Rhein im Jahre 1929 war er bis 1933 Ratsherr der Stadt Krefeld-Uerdingen am Rhein.
Während der Zeit der nationalsozialistischen Herrschaft wurde Adolf Dembach aufgrund seiner aufrechten und demokratischen Überzeugung vielfach gemaßregelt; politisch konnte er sich daher nicht mehr betätigen.
Nach dem Zweiten Weltkrieg trat er der CDU bei und ab 1945 war er auch Vorsitzender der Verwaltungsstelle Krefeld der Industriegewerkschaft Chemie, Papier, Keramik IG BCE. Dembach war zweiter Vorsitzender der CDU im Kreis Krefeld. Von 1949 bis 1956 war er Bezirksbürgermeister von Krefeld-Uerdingen und ab November 1950 Stellvertreter des Oberbürgermeisters von Krefeld. Vom 20. April 1947 bis zum 4. Juli 1954 war er für zwei Legislaturperioden Mitglied des Landtages von Nordrhein-Westfalen. Beim ersten Mal wurde er durch ein Direktmandat im Wahlkreis 037 Krefeld-Süd und bei der zweiten Mal im Wahlkreis 036 Krefeld-Nord direkt gewählt.
Als Mitglied des Landtages von Nordrhein-Westfalen setzte er sich u. a. für die Einrichtung von Bezirksvertretungen in den Städten ein. Daher war es nur folgerichtig, dass er 1949 von der Bezirksvertretung Uerdingen zum Bezirksbürgermeister gewählt wurde, in der er bis 1956 blieb.